# Limnesia alzatei
Limnesia alzatei är en kvalsterart som först beskrevs av Duges 1884.  Limnesia alzatei ingår i släktet Limnesia och familjen Limnesiidae. Inga underarter finns listade i Catalogue of Life.